# ヴァシーリー・ポレーノフ
ヴァシーリー・ドミートリイェヴィチ・ポレーノフ（露: Васи́лий Дми́триевич Поле́нов, 1844年6月1日 - 1927年7月18日）は、写実主義芸術家達の運動である移動派に属したロシアの風景画家。「ポレーノフ」は、「ポレノフ」とも表記される。
小惑星(4940) Polenovはポレーノフに因んで命名された。

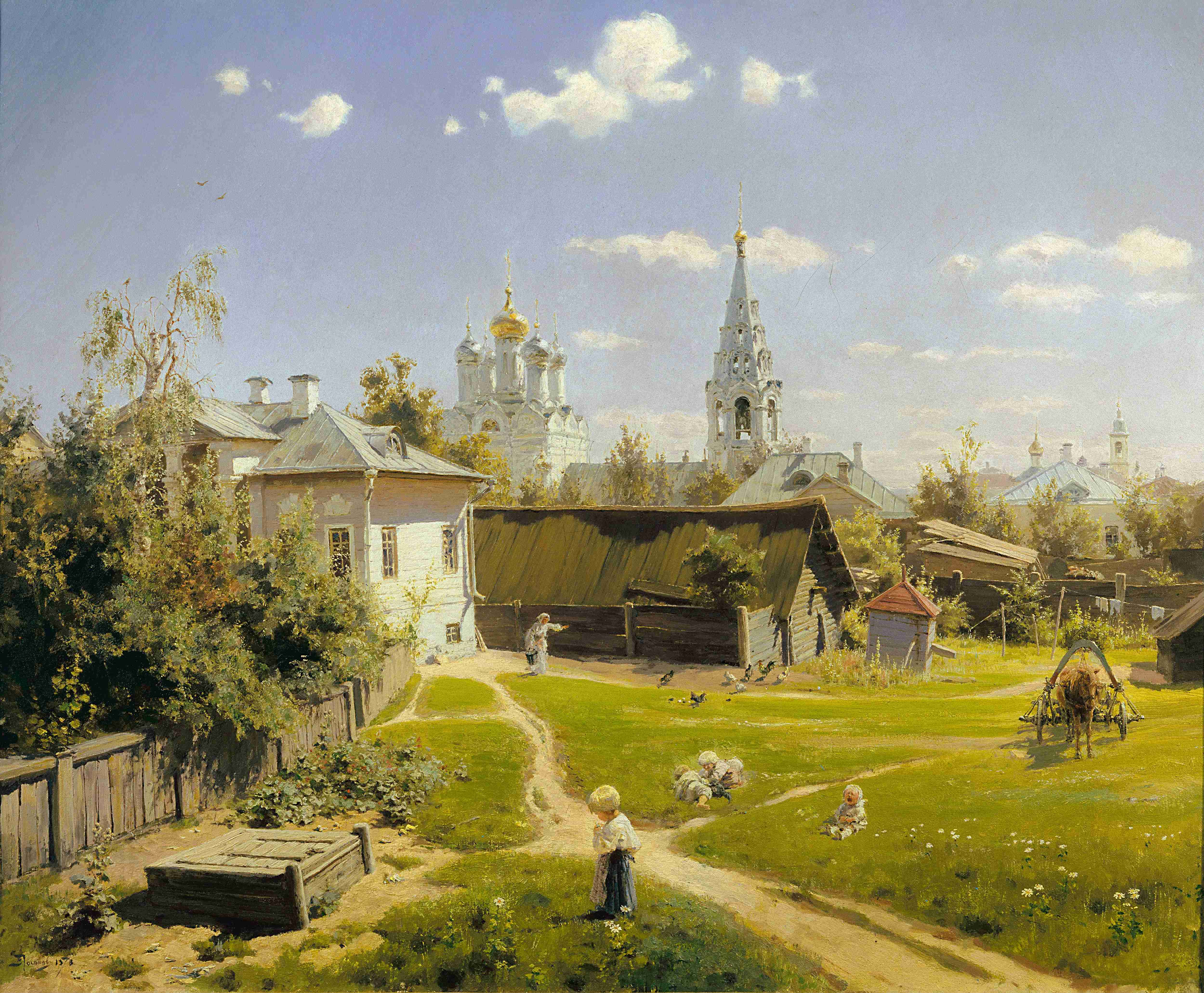
『モスクワの中庭』、1878年

## 生涯
サンクトペテルブルク生まれのポレーノフは帝国芸術アカデミーにてパヴェル・チスチャコフに師事、1863年から1871年まで学んだ。ポレーノフは有名な写真家で移動派の同志ラファイル・レヴィツキーの同級生で親友であった。二人の間で交わした手紙は現在、ポレーノフ博物館に保管されており、当時の多くの美術展、運動、芸術家についての興味深い記述が残っている。
独身男性のポレーノフとレヴィツキーはオルフェフエフスキー邸(ラファイル・レヴィツキーの将来の妻になったアンナ・ヴァシリエヴナ・オルフェフエフスカヤの自宅)の屋根裏部屋にある"Devich'e Pole"(通り名 "メイデンのフィールド")で一緒に暮らしながら作業した。この邸宅はポレーノフが絵画『“Grandmother's Garden”』(1878年)で描いている。
ポレーノフはイタリアやフランスの美術アカデミーの給付金受給者であり、そこで彼は絵画『"Droit du Seigneur"』(1874 トレチャコフ美術館)のようにヨーロッパの歴史から題材を取り入れたうえ、アカデミズム精神に基づく数多くの絵を描いた。同時に彼は戸外で多く描いている。
ポレーノフは戦争画家として露土戦争 (1877年-1878年)に従軍した。戦後、復帰し、彼は巡廻美術展に参加、移動派に加わった。彼の作品はパーヴェル・トレチャコフの称賛を勝ち取り、トレチャコフは絵画の多くを購入して美術館に所蔵した。
1870年代後半、ポレーノフは写実主義者の系統に属するアレクセイ・サヴラソフやフョードル・ヴァシリーフの風景画に専心していた。彼は人間の日常生活に関連してロシアが持つ自然における静寂な詩的感興を伝えようとした。
彼は色彩の爽快さと巧みな芸術的仕上げを組み合わせながら戸外制作を行った最初のロシア人芸術家の一人である(The Moscow courtyard, 1878; The Grandmother's garden, 1878; Overgrown pond, 1879)。 ポレーノフが開発した基本原則はロシア(特にソビエト)の風景画におけるさらなる発展に向けて大きな影響を与えている。

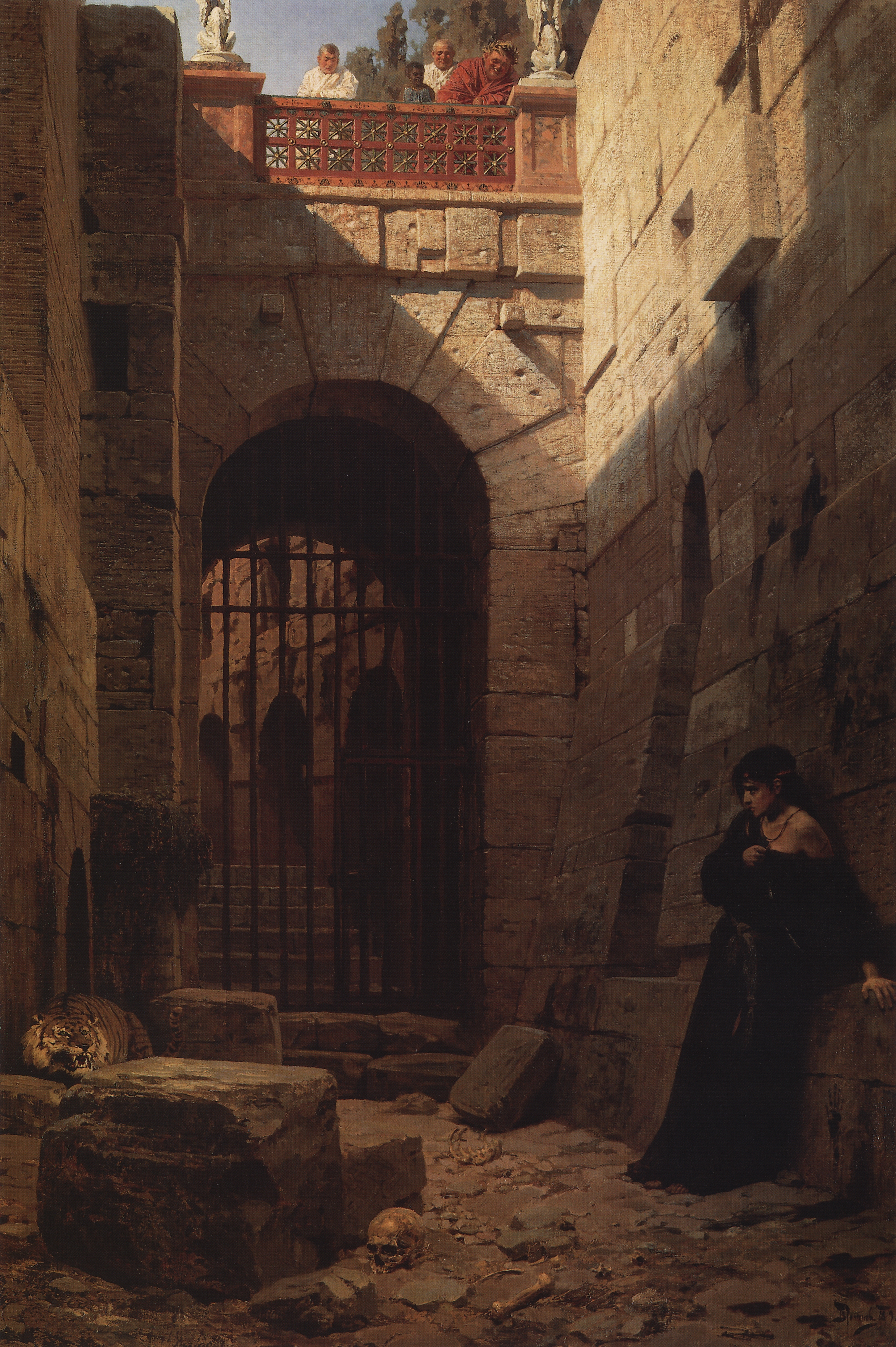
Tsezarskaya zabava(1879)

中東やギリシャ(1881年-1882年)におけるポレーノフのスケッチは絵画における新たなアカデミックスタイルを試みた彼の傑作『"Christ and the Sinner"』(1886年–87年)を生む道を切り拓くことになった。ポレーノフの1880年代の作品は新約聖書の題材を用いた風景画法の傾向を持っている。ポレーノフは1870年代から舞台美術の仕事を始めた。最も目立つのはアブラムツェヴォにあるサーヴァ・マモントフの邸宅や彼のロシアプライベートオペラの飾り付けを担当したことである。1910年から1918年までポレーノフは民俗劇プロジェクトにも携わっている。
ポレーノフは1893年にペテルブルク芸術アカデミーの会員に選出され、それから1926年にソ連人民芸術家の称号を授与された。長年にわたり、モスクワの絵画彫刻建築学校で若手画家を指導した。彼の教え子たちにはアブラム・アルヒーポフ、イサーク・レヴィタン、コンスタンチン・コローヴィン、エミリー・シャンクス、アレクサンドル・ゴロビンがいる。ボロクにあるポレーノフの旧居は国立美術館に指定され、村は彼の名を記念してポレノーヴォと改名された。モスクワから南に約2時間の所にある自宅/博物館の座標は: 54°44'53.19"N - 37°14'8.46"E
1927年にタルーサ近郊のポレノーヴォで死去した。

## 作品

ヴァシーリー・ポレーノフの作品
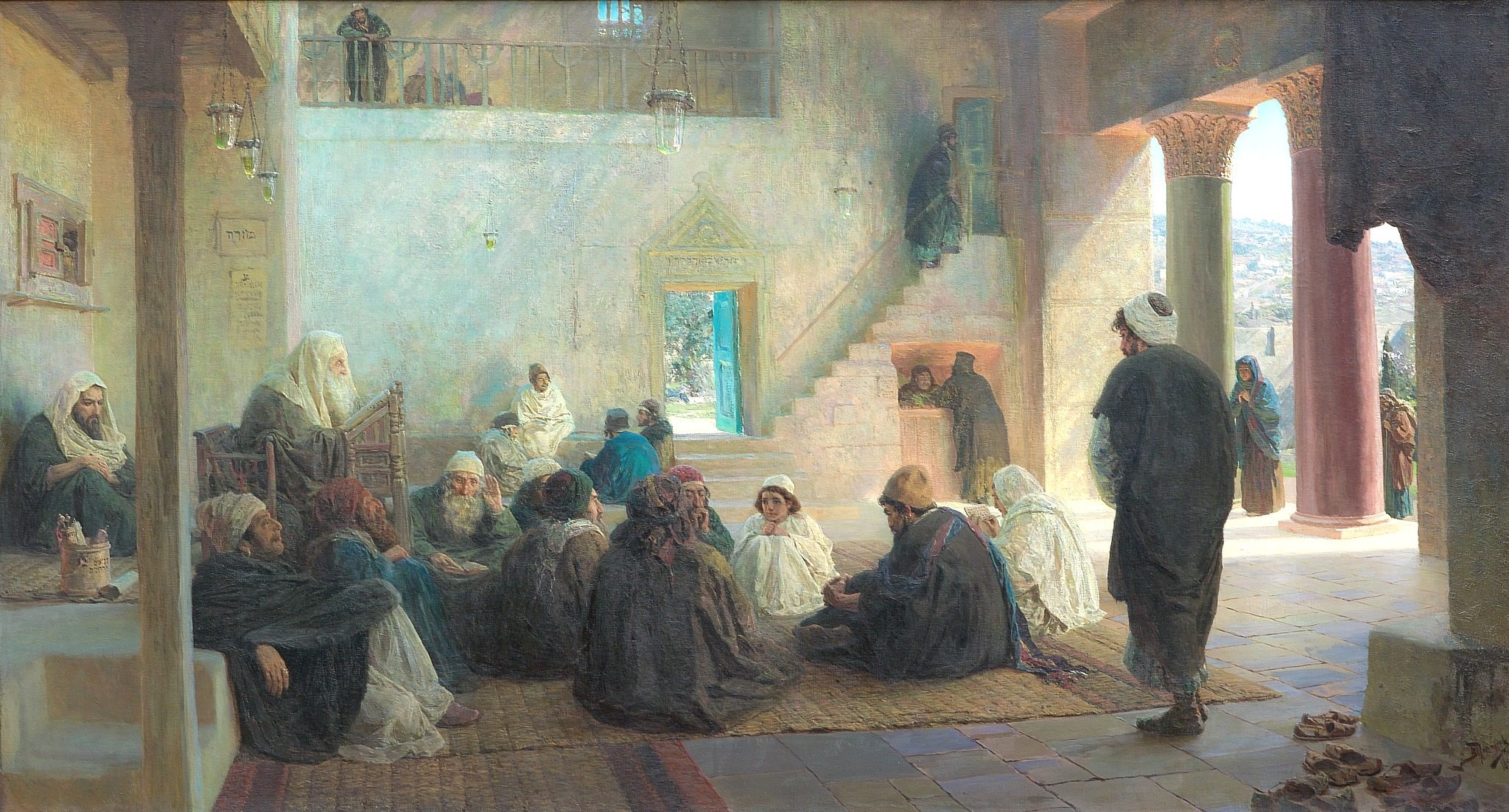
Christ among the doctors(1896)トレチャコフ美術館
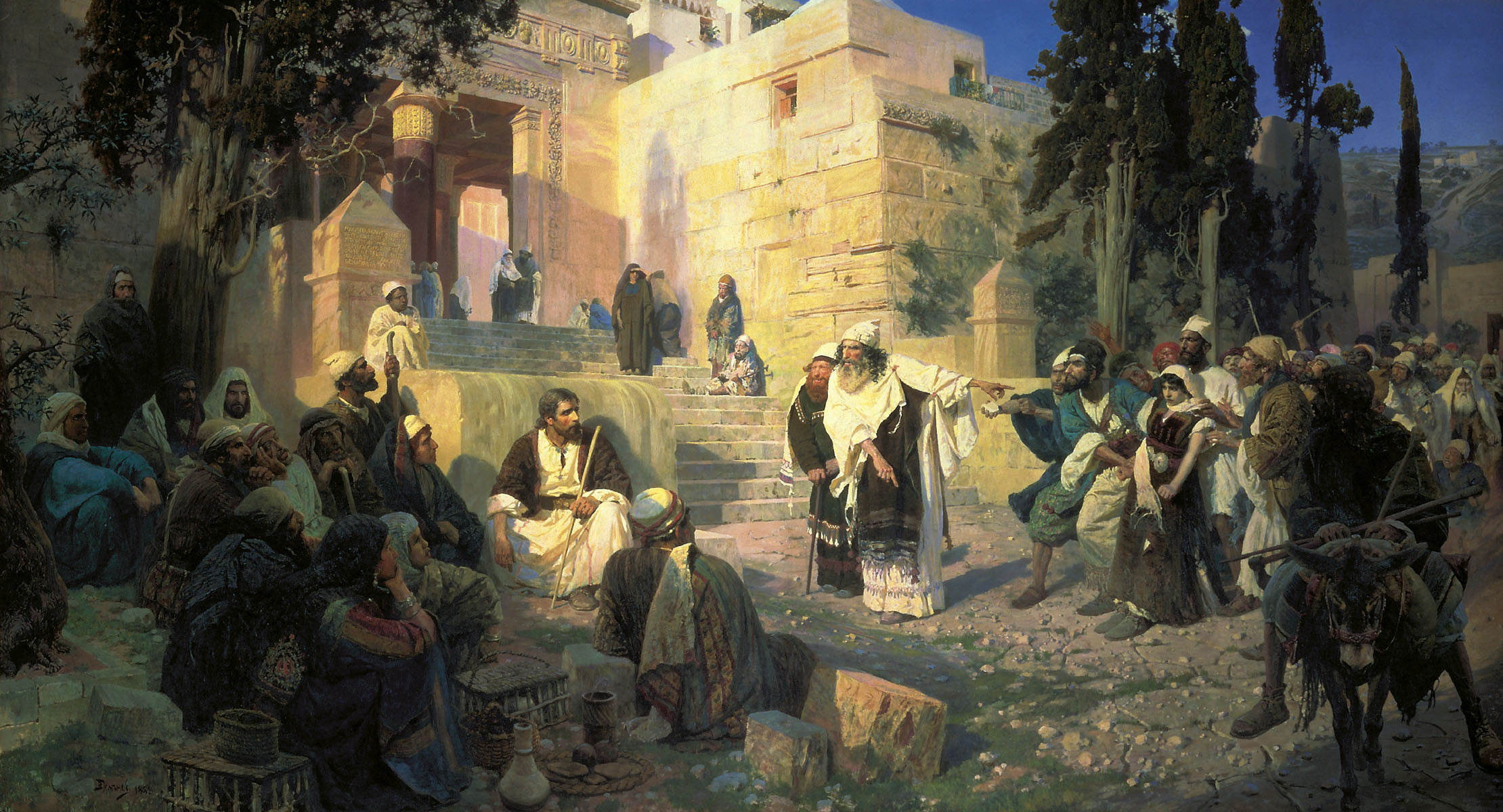
『キリストと姦淫の女（ロシア語版）』、1888年、ロシア美術館
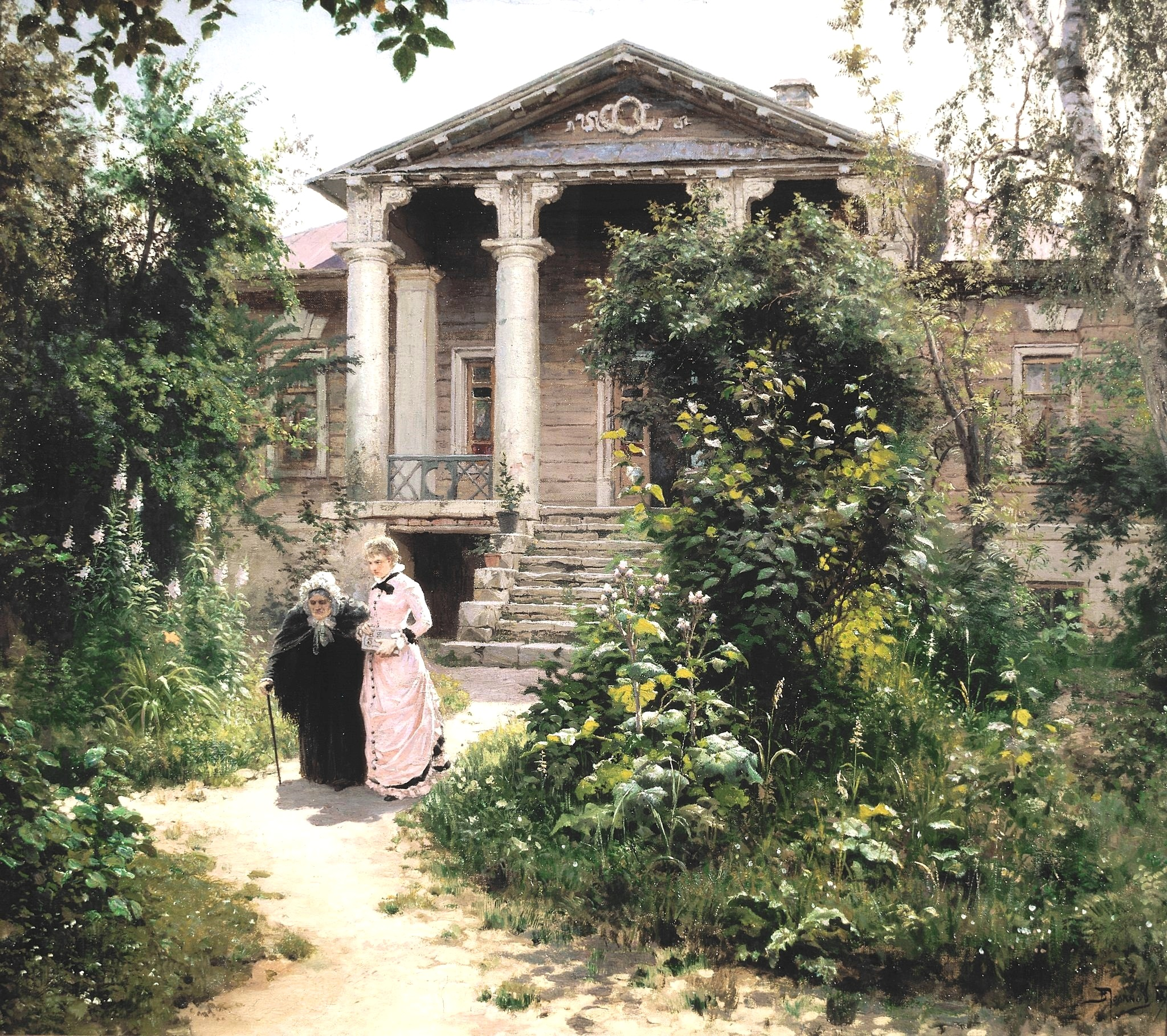
Großmutters Garten(1878) トレチャコフ美術館
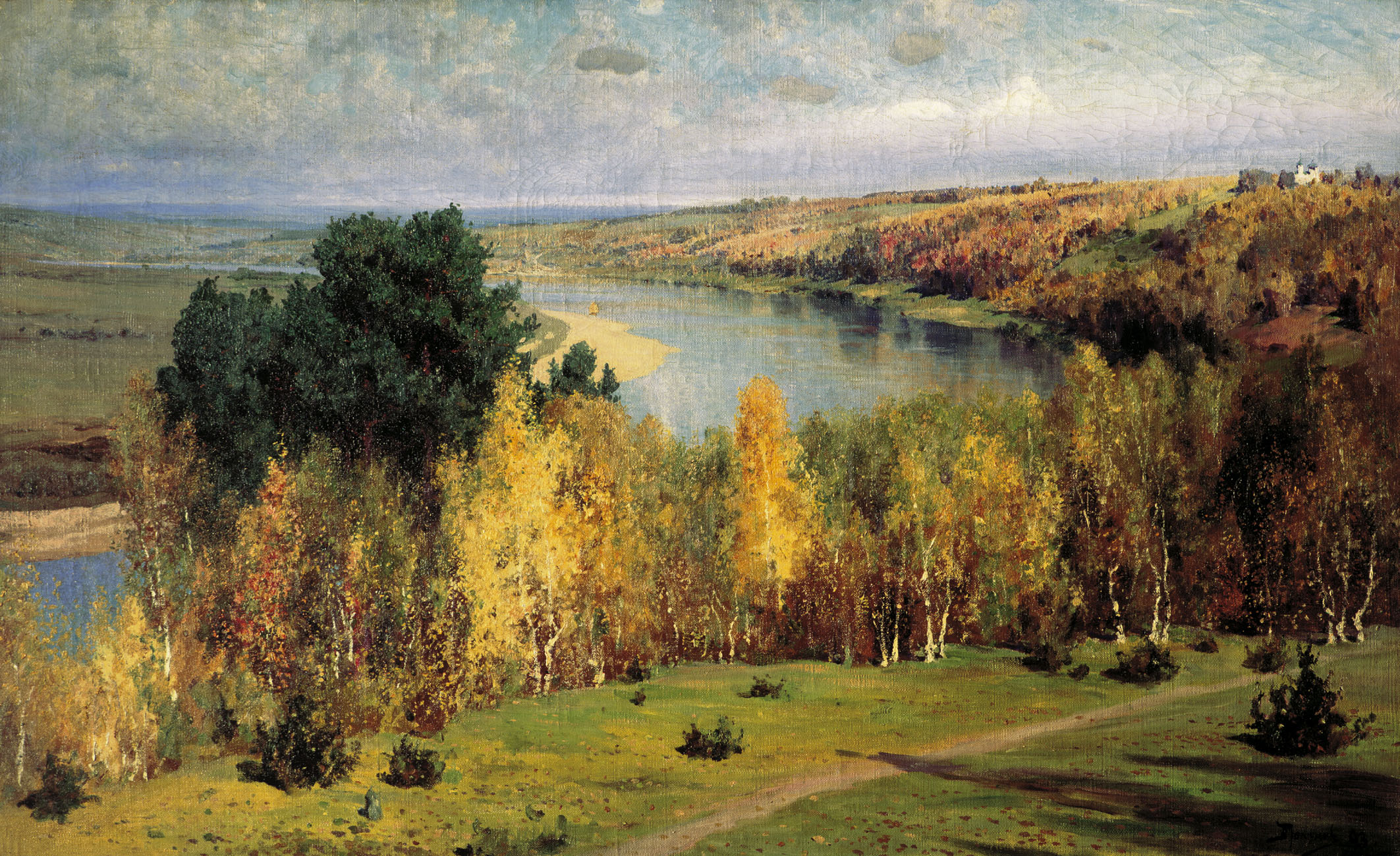
『黄金色の秋（ロシア語版）』、1893年
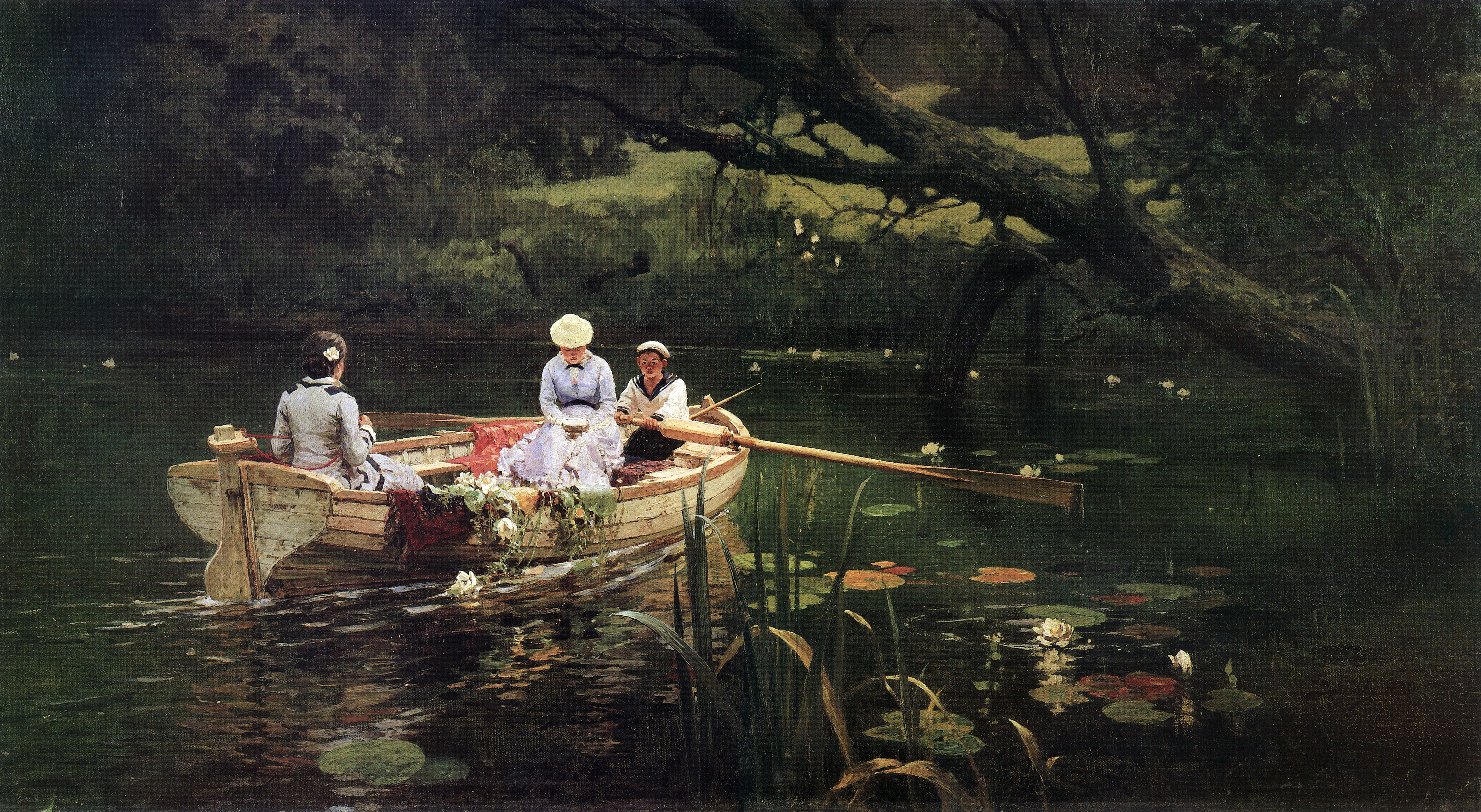
『アブラムツェヴォのボートで』、1880年
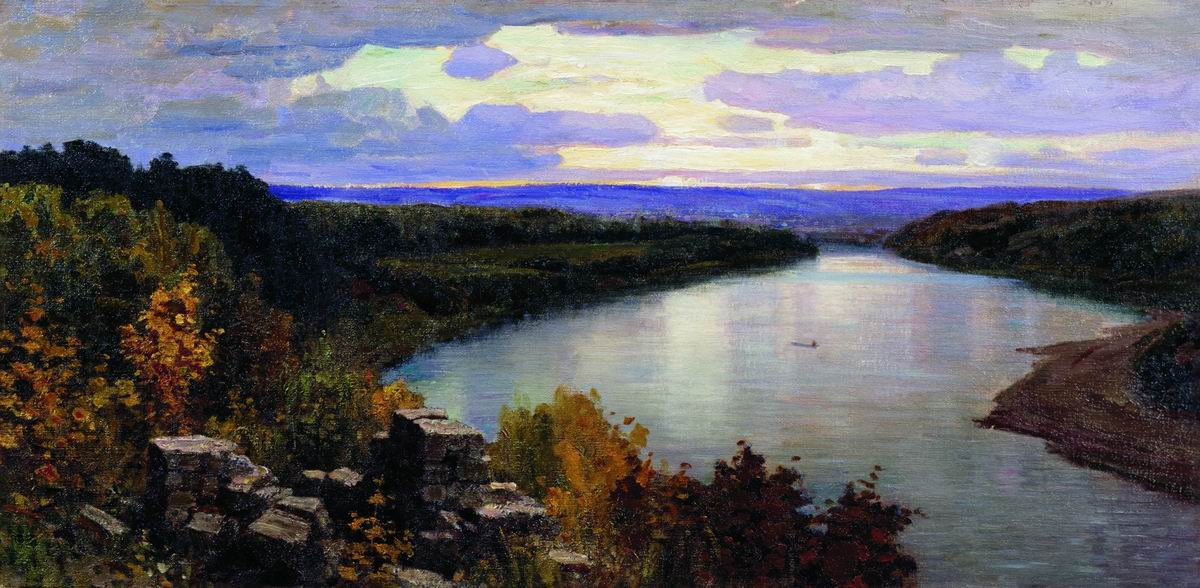
『オカ川の夕方』、1903年
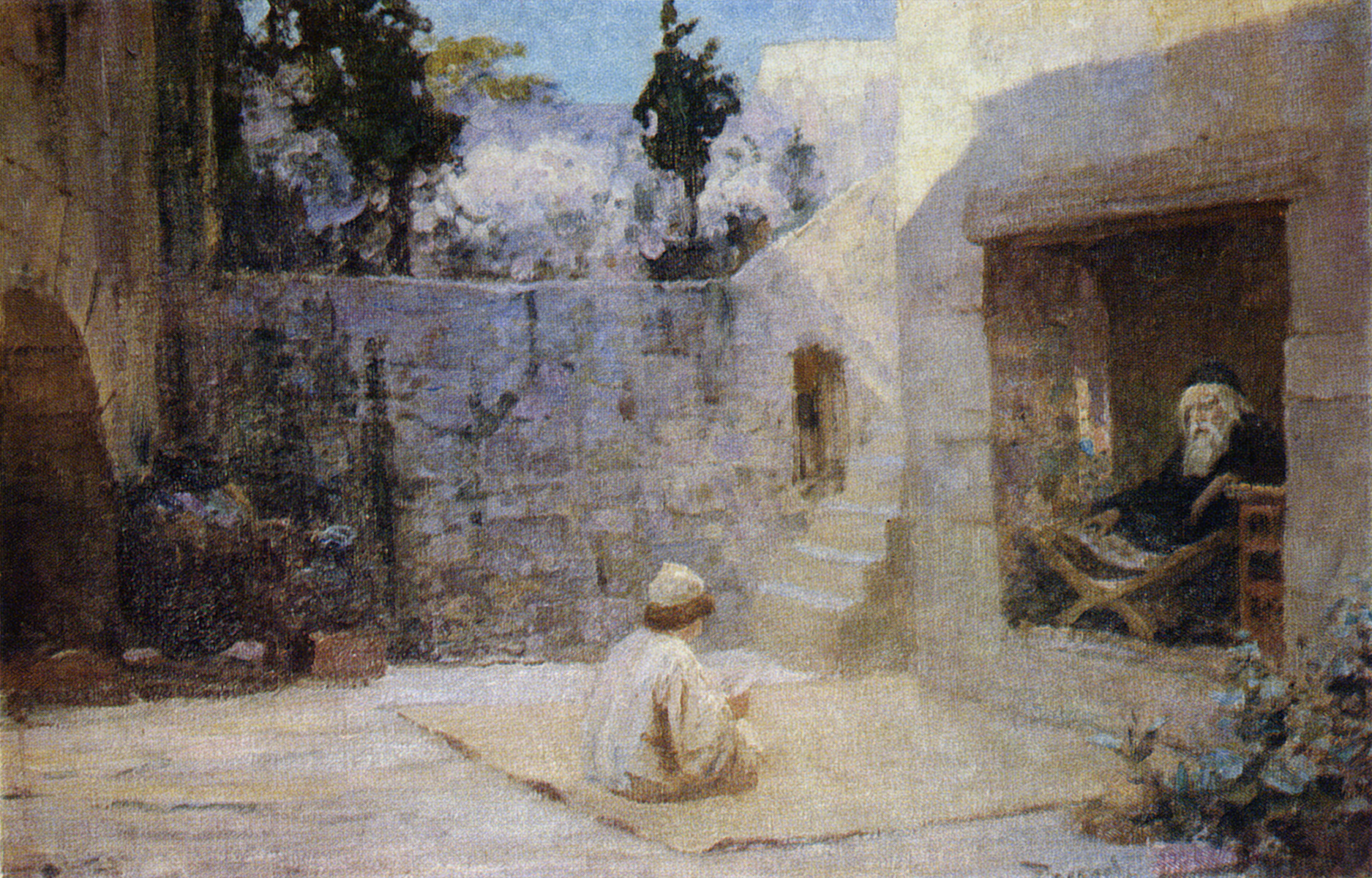
『知恵に満ちる』、1896 - 1909年
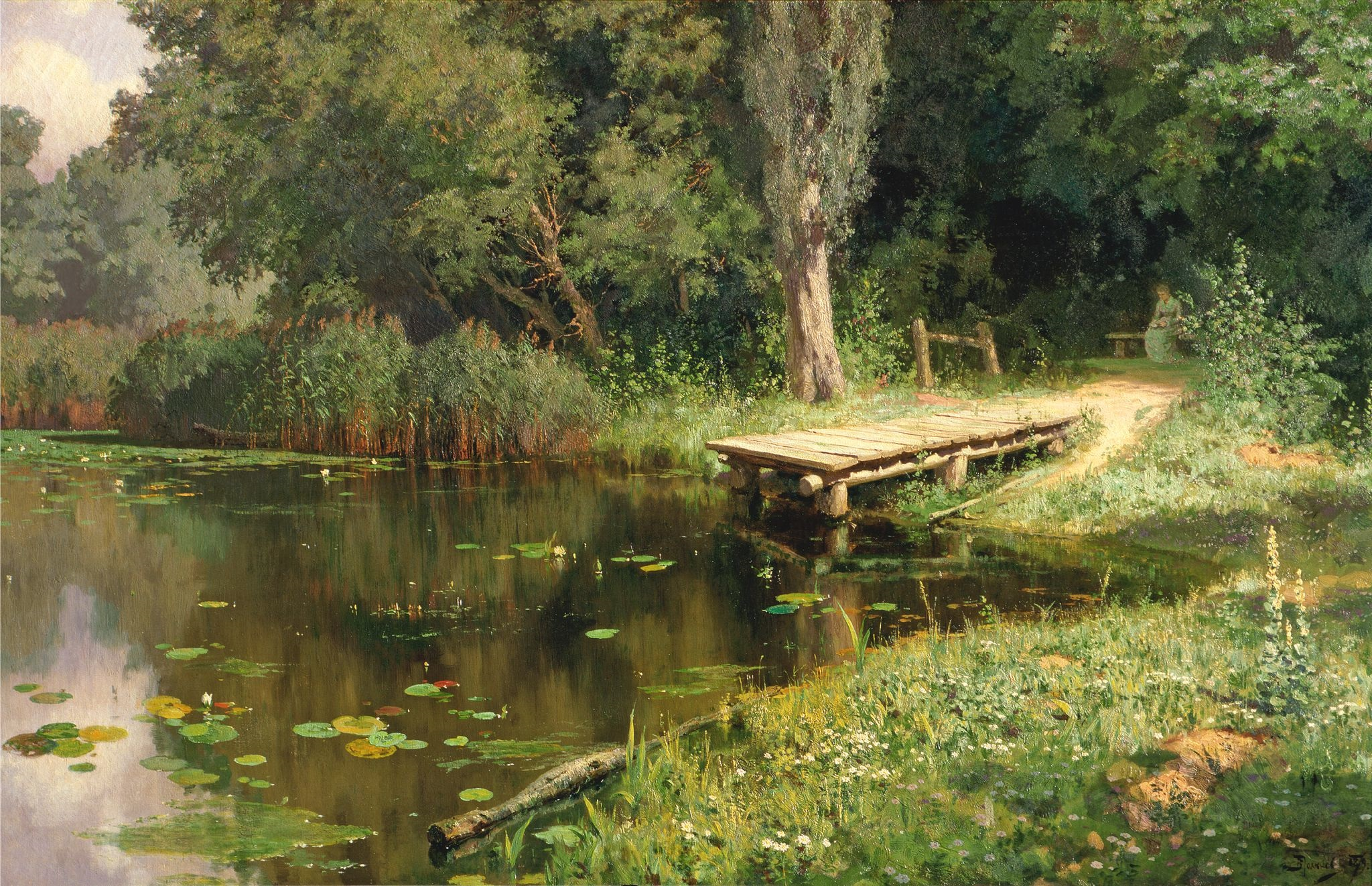
『草花の生い茂る池（ロシア語版）』、1879年